# Meryta pandanicarpa
Meryta pandanicarpa är en araliaväxtart som beskrevs av André Guillaumin. Meryta pandanicarpa ingår i släktet Meryta och familjen Araliaceae. Inga underarter finns listade.